# Kostenfreie Warteschleife
Eine kostenfreie Warteschleife ist eine Telefonwarteschleife, die für den Anrufer kostenfrei ist. 
In Europa wurden kostenfreie Warteschleifen durch eine Richtlinie der Europäischen Union festgelegt, die der deutsche Gesetzgeber bei laufendem EU-Vertragsverletzungsverfahren verspätet umsetzte.
Die Gesetzesdefinition in Deutschland betrifft nur bestimmte Mehrwertdienste. Die Telekommunikationsgesetzes-Novelle trat im Mai 2012 in Kraft. Die Umsetzung erfolgte über ein Jahr Übergangszeit in zwei Phasen. Betroffen sind alle Rufnummerngassen:  01801, 01803, 01805, 01802, 01804 (aus dem Mobilfunk), 0900 (mit Minutentarif), 01372, 01373, 01374, 0700 sowie sämtliche Premiumkurzwahlen in den Mobilfunknetzen. Sprachdialogsystem-basierte Informationsdienste wie z. B. Zeitansage, Ansage der Lottozahlen etc. sind per Gesetzesdefinition keine Warteschleifen.

## Phase I
Die Umsetzung der Phase I, die Kostenfreiheit von Warteschleifen zu Anrufbeginn beinhaltet, erfolgt bis zum 1. September 2012.
Am 31. August 2012 endet die Übergangsfrist und Phase 1 des Telekommunikationsgesetzes tritt am 1. September in Kraft. Ab dann müssen Eingangswarteschleifen zum Beginn der Verbindung bis zu zwei Minuten kostenlos sein. Der Gesetzgeber droht mit empfindlichen Geldstrafen bis hin zu € 100.000 bei Nichtumsetzung. Warteschleifen während des Gesprächs, sogenannte „nachgelagerte“ Warteschleifen, sind zunächst nicht von Phase 1 der Gesetzesneuerung betroffen. Unternehmen, die zu Beginn ein Auswahlmenü einsetzen (Drücken Sie die 1, wenn Sie mit … verbunden werden wollen, die 2, wenn …) sind von der Gesetzesänderung für Phase 1 auch nicht betroffen, da die anstehende Warteschleife als „nachgelagerte“ Warteschleife interpretiert wird. Alle von der Neuregelung der kostenfreien Warteschleife betroffenen Rufnummerngassen müssen ab sofort umgestellt werden. Warteschleifen zu Beginn von Telefonaten sind gebührenfrei für den Anrufer zu gestalten. Eine im Moment implementierte Lösung ist der Verbindungsabbruch nach 120 Sekunden in der Warteschleife, der Anrufer muss sich daraufhin erneut einwählen.

## Phase II
Die Umsetzung der Phase II, die Kostenfreiheit aller Warteschleifen und Verbindungsvorgänge einschließt, erfolgt bis zum 1. Juni 2013.
Phase 2 beginnt am 1. Juni 2013 und beinhaltet weitreichende Regeln zur kostenfreien Warteschleife. Ab hier müssen alle Warteschleifen, auch nachgelagerte, jederzeit kostenlos für den Anrufer sein. Treten Warteschleifen auf, muss die voraussichtliche Dauer der Wartezeit zudem mitgeteilt werden. Informationen zur Kostenfreiheit der Warteschleife oder zu einem Blocktarif sind klar und kostenfrei dem Anrufer zu kommunizieren. Strafen zur Nichtumsetzung bleiben bestehen wie in Phase 1. Die Rechte der Kunden werden jedoch weiter gestärkt: Bei Verstößen gegen das Gesetz müssen Anrufer die Kosten des gesamten Gesprächs nicht bezahlen.
Verantwortlich gegenüber der Bundesnetzagentur für die Realisierung der Gesetzesauflagen sind die Zuteilungsnehmer bzw. Inhaber der Servicerufnummern.

## Technische Lösung
Eine technische Lösung, die auch finanziell umsetzbar ist, steht im Moment nicht zur Verfügung. Ein sogenanntes Offline-Billing wird von nur sehr wenigen IN-Systemen (Intelligentes Netz) unterstützt. Der Umrüstungsaufwand und der damit verbundene Satz an generierten Daten innerhalb von Callcentern wären ökonomisch nicht effizient. Für den Mobilfunk besteht bisher gar keine technische Lösung. Eine rechtzeitige Entwicklung einer Applikation scheint nicht in Sicht zu sein. Der Gesetzgeber hat am 8. August 2012 mit einer Hilfestellung zur Umsetzung der kostenfreien Warteschleife reagiert. Die beiden neuen Rufnummerngassen 0180-6 und 0180-7 sollen Unternehmen die Implementierung der TKG-Novelle erleichtern. Eine wirkliche Neuerung ist die Rufnummerngasse 0180-6. Mit ihr können zukünftig Anrufe aus dem Festnetz sowie Anrufe aus dem Mobilfunk zum einheitlichen Festpreis abgerechnet werden. Warteschleifen gemäß § 66g Abs. 1 Nr. 4 TKG können in dieser Gasse uneingeschränkt geschaltet werden. Die zweite neu erschaffene Rufnummerngasse 0180-7 soll speziell für Unternehmen mit einer dauerhaften Eingangswarteschleife unter 120 Sekunden eine Option darstellen. Für den Anrufer werden hier – bei der Einwahl – pauschal die ersten 30 Sekunden kostenfrei sein. Die verzögerte Verbindung (Connect) stellt somit sicher, dass auch nachgelagerte Warteschleifen unter 30 Sekunden in der Gesamtverbindung kostenfrei sind. Die Zuteilung dieser beiden Rufnummerngassen erfolgt durch die Bundesnetzagentur (BNetzA). Bevorzugt beim Erwerb werden Rufnummerninhaber, die einen Wechsel mit ihrer „alten Rufnummer“ in die neuen Gassen anstreben, sogenannte Spiegelrufnummern (Zweistufiges Tag-Eins-Verfahren). Weitere Lösungen für Servicerufnummernanbieter sind der Wechsel auf geografische Rufnummern, in die Gasse 0800 oder blocktarifierte Rufnummerngassen.